# 아제르바이잔 국민의회

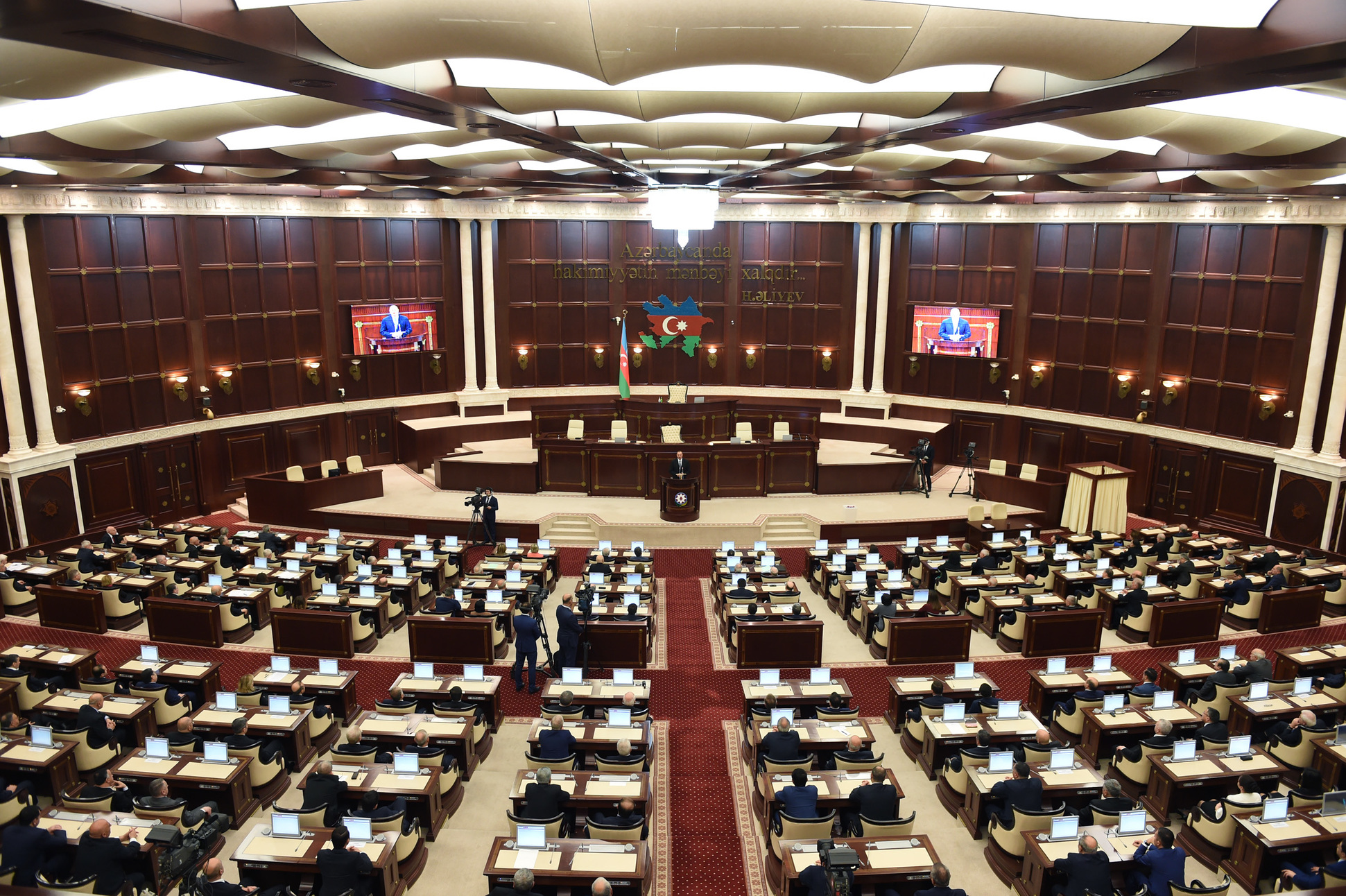

아제르바이잔 국민의회(아제르바이잔어: Milli Məclisi)는 아제르바이잔의 단원제 입법부다.